# La Savoiarda
La Savoiarda è un'opera lirica di Amilcare Ponchielli.
Uno dei primi lavori teatrali di Ponchielli, La Savoiarda ottenne uno scarso successo. Il 17 novembre del 1877 venne dato al Teatro Dal Verme di Milano il rifacimento di quest'opera con il nuovo titolo di Lina, con libretto riveduto da Carlo D'Ormeville, con interpreti principali la moglie di Ponchielli Teresina Brambilla (Lina), il mezzosoprano Margherita Riccardi (La contessa), il tenore Carlo Vincentelli (Gualtiero), e il baritono Zenone Bertolasi. Lo stesso soggetto sarà poi utilizzato da Luigi Sozzi per Adelina.